# Bithoracochaeta equatorialis
Bithoracochaeta equatorialis är en tvåvingeart som beskrevs av Márcia Souto Couri och Elineide E. Marques 2001. Bithoracochaeta equatorialis ingår i släktet Bithoracochaeta och familjen husflugor.
Artens utbredningsområde är Ecuador. Inga underarter finns listade i Catalogue of Life.